# Losseny Doumbia
Losseny Doumbia (ur. 5 kwietnia 1992 w Abidżanie) – piłkarz nigerski grający na pozycji bramkarza.

## Kariera klubowa
W 2010 roku Doumbia grał w klubie AS FAN z Niamey. Od 2011 roku do 2012 był zawodnikiem klubu DC Motema Pembe z Demokratycznej Republiki Konga, z miasta Kinszasa. Następnie występował w południowoafrykańskim Chippa United FC, iworyjskim AS Denguelé i ponownie DC Motema Pembe. W latach 2017–2019 ponownie grał w AS FAN.

## Kariera reprezentacyjna
W reprezentacji Nigru Doumbia zadebiutował 6 września 2011 w przegranym 0:1 towarzyskim meczu z Gabonem, rozegranym w Nicei. W 2012 roku został powołany do kadry na Puchar Narodów Afryki 2012. Nie zagrał w nim w żadnym meczu. Od 2011 do 2018 rozegrał w kadrze narodowej 4 mecze.